# 小槺榔
小槺榔，是臺灣嘉義縣朴子市的一個傳統地域名稱，位於該市東部北側。相較於今日行政區，其範圍大致包括大葛里東部、仁和里不含東南端及北部東側凸出部分的西北端，以及太保市的東勢里西部北側凸出部分的西部中段。

## 歷史
台灣日治初期，小槺榔地區為一街庄（舊制街庄），稱為「小槺榔庄」，隸屬於大槺榔西堡。該庄北與雙溪口庄為鄰，東與蒜頭庄、東勢藔庄、頂港仔墘庄為鄰，南邊為馬稠後庄，西邊為大槺榔庄。
1901年（日治明治三十四年）11月11日，全台設置二十廳，該庄隸屬於嘉義廳。1904年（明治三十七年）2月15日，該庄編入「大槺榔區」，隸屬於嘉義廳。1909年（明治四十二年）10月25日，全台整併二十廳為十二廳，該庄仍隸屬於嘉義廳。1910年（明治四十三年）1月18日，各區管轄區域調整，該庄改隸屬於嘉義廳的「樸仔腳區」。
1920年（大正九年）10月1日，全台廢十二廳改設五州二廳，該庄改制為「小槺榔」大字，隸屬於臺南州東石郡朴子街（新制街庄）。
戰後朴子街改制為朴子鎮，隸屬於臺南縣，大字亦改制為里。1950年（民國39年）10月25日，雲、嘉、南分治，朴子鎮改隸屬於嘉義縣。1992年（民國81年）9月10日，朴子鎮升格為縣轄市朴子市。

## 聚落
本地區發展較早的聚落為小槺榔，在日治期初期的官方地圖上已有記載。

## 交通
省道台82線又稱「東西向快速公路－東石嘉義線」，經過本地區南部邊界地帶西側，並在邊界外不遠處的鄉道嘉45線交會處設有祥和交流道。由此可快速前往台82線沿線各地，或連接國道1號、國道3號。
縣道168號又稱「嘉朴公路」，是東石至中庄的道路，經過本地區中部。由該道路西行可前往朴子市朴子市區、東石鄉，並止於東石市區；東行可前往太保市、水上鄉，並止於中庄的縣道165號轉角路口。
鄉道嘉44線是頂港仔墘至春珠的道路。
鄉道嘉45線是蒜頭糖廠至馬稠後的道路。
鄉道嘉45-1線是朴子永和至鹿草馬稠後的道路，也是省道台82線（東西向快速公路－東石嘉義線）的平面側車道。
鄉道嘉46線是雙溪口至大槺榔的道路。
鄉道嘉58線是雙溪口至太保的道路。
鄉道嘉58-1線是仁和至東勢的道路。

## 學校
- 長庚科技大學嘉義校區（小部分）
- 大同技術學院太保校區（部分）
- 稻江科技暨管理學院（已停辦）
- 祥和國小

## 博物館
- 國立故宮博物院南部院區（部分）

## 大型醫療院所
- 嘉義長庚紀念醫院